# Аркејдија (Флорида)
Аркејдија (енгл. Arcadia) град је у америчкој савезној држави Флорида. По попису становништва из 2010. у њему је живело 7.637 становника.

## Демографија
Према попису становништва из 2010. у граду је живело 7.637 становника, што је 1.033 (15,6%) становника више него 2000. године.
| Група             | 2000.         | 2010.         |
| Белци             | 3.316 (50,2%) | 3.062 (40,1%) |
| Афроамериканци    | 1.855 (28,1%) | 1.922 (25,2%) |
| Азијати           | 54 (0,8%)     | 57 (0,7%)     |
| Хиспаноамериканци | 1.324 (20,0%) | 2.534 (33,2%) |
| Укупно            | 6.604         | 7.637         |